# Кару, Эско
Эско Кару (англ. Esko Karu; 24 апреля 1946, Рованиеми — 7 декабря 2003) — канадский биатлонист и лыжник, участник зимних Олимпийских игр 1968 года.

## Карьера
Первым крупным международным стартом для канадца стал чемпионат мира 1966 года, на котором впервые проводилась эстафета. Он вместе с Джорджем Эдом, Линном Мэйсоном и Гарольдом Питохером занял последнее 13-е место. В индивидуальной гонке не выступал.
Через два года он участвовал в зимних Олимпийских играх, которые проходили в Гренобле. В индивидуальной гонке, показав 33-е время прохождения дистанции и допустив 11 промахов на огневых рубежах, в итоге занял 46-е место — лучшее среди канадцев. В эстафете команда Канады, в которую входил Эско вместе с Джорджем Эдом, Ноулзом Макuиллом и Джорджем Рэттэем, не финишировала. Также Эско выступил в лыжной эстафете, где бежал на третьем этапе. Канадцы финишировали предпоследними — 14-ми, опередив сборную Турции.

### Участие в Чемпионатах мира
| Год  | Место проведения       | Инд | Эст |
| 1966 | ЧМ Гармиш-Партенкирхен | —   | 13  |

### Участие в Олимпийских играх
| Год  | Место проведения | Инд | Эст |
| 1968 | Гренобль         | 46  | DNF |

| Год  | Место проведения | 15 км | 30 км | 50 км | Эст 4х10 км |
| 1968 | Гренобль         | —     | —     | —     | 14          |